# Sporetus abstrusus
Sporetus abstrusus är en skalbaggsart som beskrevs av Julius Melzer 1935. Sporetus abstrusus ingår i släktet Sporetus och familjen långhorningar.
Artens utbredningsområde är Paraguay. Inga underarter finns listade i Catalogue of Life.